# Krzekoty
Krzekoty (niem. Hasselberg ‘leszczynowa góra’) – wieś w Polsce położona w województwie warmińsko-mazurskim, w powiecie braniewskim, w gminie Lelkowo.
W latach 1975–1998 miejscowość administracyjnie należała do województwa elbląskiego.
Jest to typowa wieś rolnicza. Co prawda kiedyś istniały zalążki uprzemysłowienia (nieistniejąca już dziś mleczarnia oraz plan budowy masarni). 

## Historia
Komtur Henryk von Muro (1332–1337) wystawił w 1337 przywilej na wieś czynszową w Krzekotach (Hasselberg). Mieszkańcy Krzekot nie otrzymali jednak żadnej wolnizny (osadnicy z Wyszkowa dziesięć, z Rusewa osiem lat), zatem wieś powstała zapewne wcześniej. 
Przedwojenna nazwa Krzekot "Gross Hasselberg".